# Оркестр народних інструментів Харківського обласного Палацу дитячої та юнацької творчості
Оркестр народних інструментів Харківського обласного Палацу дитячої та юнацької творчості — народний художній колектив, заснований у 1935 році в Харкові. Це перший в Україні дитячий оркестр народної музики, що зберігає та популяризує традиції української музичної культури. Колектив поєднує юний вік учасників із високим професійним рівнем виконання.

## Історія
Оркестр був створений у 1935 році за ініціативи Володимира Андрійовича Комаренка — диригента, педагога, музиканта та громадського діяча. Спочатку колектив функціонував у складі дитячого ансамблю пісні та танцю під керівництвом Петра Львовича Слоніма. У цей період оркестр супроводжував хорові та хореографічні виступи, здійснював записи для телебачення, гастролював по Україні та за її межами.
З 1966 року оркестром керує Валерій Миколайович Городовенко. Під його керівництвом оркестр став самостійним концертним колективом із широким репертуаром, який виконує українську народну музику, а також обробки класичних і сучасних творів.
У складі оркестру діє студія для початківців. Оркестр співпрацює з відомими солістами, серед яких народні та заслужені артисти України. Колектив брав участь у телепередачах і радіоефірах, гастролював у Польщі, Угорщині, Бельгії, Словаччині та інших країнах.

## Репертуар і склад
Репертуар оркестру включає обробки народних пісень і танців, твори харківських композиторів (М. Кармінський, І. Ковач, В. Підгорний, О. Гайденко, М. Стецюн, Г. Цицалюк). Особливе місце займають аранжування В. М. Городовенка.
Інструментальний склад оркестру поєднує традиційні інструменти Слобожанщини: домри, балалайки, бандури, цимбали, гуслі, жалейки, бубни, тріскачки, флейти, гобої, баяни та інші. Це формує академічно-фольклорний тип оркестру, здатного до виконання різножанрових програм.

## Керівник
Городовенко Валерій Миколайович — диригент, педагог, заслужений діяч мистецтв України (2004), народився 1944 року в Харкові. Навчався у Харківському музичному училищі та Харківському інституті мистецтв. Ініціатор створення кількох музичних колективів, зокрема ансамблю «Надія».
З 1966 року очолює Оркестр народних інструментів, перетворивши його на один із провідних дитячих оркестрів країни. Працював викладачем у Харківському інституті культури та Харківському музичному училищі. Має численні відзнаки за педагогічну та музичну діяльність.

## Нагороди
- Гран-Прі VI Міжнародного фестивалю-конкурсу «Яскрава країна в Чернігові» (2016)
- Диплом лауреата І ступеня, V Всеукраїнський фестиваль-конкурс «Яскрава симфонія Прикарпаття» (Трускавець, 2018)
- Лауреат численних Всеукраїнських фестивалів «Веселковий світ народних мелодій» (Слобожанський, 2017—2019)
- Гран-Прі XIX Всеукраїнського юніорського конкурсу ім. акад. О. С. Тимошенка (Ніжин, 2021)
- Grand Prix на міжнародних конкурсах у Чехії (2023 — Mikulášské hvězdy, 2024 — Srdce Evropy)
- Гран-Прі VIII Міжнародного конкурсу «Чари Різдва» (Рівне, 2023)